# Give It Up to Me
„Give It Up to Me” este un cântec al interpretei columbiene Shakira realizat în colaborare cu Lil Wayne. El a fost compus de Timbaland și inclus pe unele ediții ale celui de-al optulea album de studio al solistei, She Wolf. Înregistrarea servește drept cel de-al doilea extras pe single al materialului în Canada și Statele Unite ale Americii, unde a fost distribuit în format digital la finele anului 2009. Odată cu debutul anului următor, piesa a fost promovată și în Australia.
Compoziția s-a bucurat de un videoclip — regizat de Sophie Muller și de o campanie de promovare adițională, care a inclus o serie de interpretări. Cântecul a fost apreciat într-un mod pozitiv de critica de specialitate, însă s-a considerat faptul că „eclipsează stilul unic” al Shakirei. Cântecul a fost prezentat de artistă într-o serie de emisiuni televizate și evenimente de pe teritoriul Americii de Nord, printre care David Letterman Show, Good Morning America sau în cursul ceremoniei de decernare a premiilor American Music Awards. În ciuda acestui aspect, „Give It Up to Me” nu a fost inclus pe lista înregistrărilor interpretate de solistă în cadrul turneului de promovare al albumelor She Wolf și Sale el Sol.
Înregistrarea a debutat pe locul cincizeci și opt în Billboard Hot 100 și a avansat până pe treapta cu numărul douăzeci și nouă, devenind cel de-al doilea șlagăr de top 40 al artistei de pe album, după succesul întâmpinat de „She Wolf”. Un parcurs similar a fost obținut și în Canada, unde cântecul a ocupat poziția a treizeci și noua. În cursul anului 2010, „Give It Up to Me” a beneficiat de suficientă atenție pentru a intra și în clasamentele unor țări precum Brazilia, Bulgaria, Croația sau România, în cea de-a doua bucurându-se de succes major în două dintre ierarhiile existente.

## Informații generale
Inițial, „Give It Up to Me” trebuia să fie inclus pe al treilea album de studio al producătorului american Timbaland, intitulat Shock Value II. Cu toate acestea, înregistrarea a intrat în posesia Shakirei și a fost inclusă pe o ediție specială distribuită în America de Nord a celui de-al optulea album de studio al său, She Wolf. Compoziția a avut premiera pe data de 15 octombrie 2010, în timp ce primele descărcări digitale au fost distribuite în Canada și Statele Unite ale Americii începând cu data de 10 noiembrie 2010. De asemenea, primul artist care a fost invitat să interpreteze porțiunile rap a fost Flo Rida, însă acesta a fost înlocuit de Lil Wayne pentru varianta finală. Decizia Shakirei de a folosi cântecul pentru materialul She Wolf a fost responsabilă pentru decalarea lansării sale în Statele Unite ale Americii.
Piesa a fost lansată ca cel de-al doilea extras pe single al discului în Canada și Statele Unite ale Americii, după șlagărul internațional „She Wolf”, în timp ce în America Latină și Europa a fost distribuit „Did It Again”/„Lo Hecho Está Hecho”. Discuri single conținând „Give It Up to Me” au fost comercializate și în Australia începând cu anul 2010. Coperta folosită în această regiune provine din ședința foto realizată pentru broșura albumului de proveniență.

## Structură muzicală și recenzii
„Give It Up to Me” este un cântec rhythm and blues cu influențe de muzică electronică și porțiuni rap ce este scris într-o tonalitate minoră. Înregistrarea prezintă o serie de armonii vocale și se bazează pe un ansamblu de structuri repetitive. Versurile au o notă optimistă, iar interpretarea Shakirei este una emoțională. Majoritatea caracteristicilor sunt prezente și pe alte compoziții incluse pe albumul de proveniență, She Wolf. De asemenea, conform MTV, „Give it Up to Me” — alături de „She Wolf” — reprezintă exemple elocvente ale direcției în care s-a mers pe albumul de proveniență.
Percepția criticilor de specialitate asupra înregistrării a fost preponderent favorabilă. În acest context, Kelsey Paine de la Billboard declarat că „al doilea single de pe viitorul album She Wolf al Shakirei o găsește pe interpreta latină punând în evidență beat-uri hip hop, față de ritmurile pop internațional specifice ei”. Recenzorul a ținut să precizeze și că „trilurile unduitoare ale cântăreței, ciudate dar senzuale, fac aluzie la șlagărele sale trecute, dar par a fi în neconcordanță jocul de cuvinte al lui Wayne și producția lui Timbaland”, concluzionând cu faptul că „în timp ce «Give it Up to Me» este sexy și dansabil, cochetatul Shakirei cu un gen diferit eclipsează stilul său unic”. Nick Levine de la Digital Spy a fost de părere că „întrucât beat-urile sunt imediat ușor de recunoscut drept opera lui Timbo [...] este ușor să presupui că este o treabă «Timbaland în colaborare cu Shakira» [...] cu toate acestea ea se impune ulterior”, încheind cu aspectul conform căruia „cântecul, în cazul în care vă întrebați, este practic tot despre sex și ar trebui și își găsească un loc în prima jumătate a albumului”. De asemenea, Sal Cinquemani de la Slant Magazine — în cadrul unei recenzii a albumului de proveniență — a afirmat că „Timbaland și Lil Wayne au fost aduși pentru cel de-al doilea single «Give It Up to Me», într-un efort de ultimă oră pentru a se asigura că She Wolf va fi mai atrăgător pentru audiența din S.U.A., dar cântecul nu este cel mai bun efort al participanților și este foarte puțin probabil că va salva un proiect care, precum lupoaica însăși, are o mică problemă de identitate”.

## Promovare
Prima interpretare a cântecului s-a materializat în cadrul emisiunii americane David Letterman Show pe data de 10 noiembrie 2009, fiind urmată la scurt timp de o altă prezentare în cadrul Good Morning America. De asemenea, solista a interpretat cântecul în cursul ceremoniei de decernare a premiilor American Music Awards, unde au mai fost susținute recitaluri de către artiști precum Alicia Keys, Carrie Underwood, Janet Jackson, Jennifer Lopez, Lady GaGa, Rihanna sau Whitney Houston. Alte evenimente notabile unde „Give It Up to Me” a fost adus în atenția publicului au fost Lopez Tonight sau So You Think You Can Dance, dar și în timpul NBA All-Star Game 2010, desfășurat pe data de 14 februarie 2010. Artista a a interpretat piesa în cadrul unui recital live, alături de șlagărul „She Wolf”. Pe aceeași scenă au urcat alături de Shakira și soliștii Alicia Keys și Usher, care au interpretat cântece cunoscute din repertoriul lor, Keys prezentând „Try Sleeping with a Broken Heart”, „Empire State of Mind” și „No One”, în timp ce Usher a interpretat „Yeah!” și „More”. „Give It Up to Me” — alături de „Did It Again” — nu a fost inclus pe lista compozițiilor prezentate în cadrul turneului de promovare al albumelor She Wolf și Sale el Sol.

## Ordinea pieselor pe disc
| \| Nr. \| Titlul \| Durată \| \| ----------------------------------------------- \| ---------------------- \| ------ \| \| Descărcare digitală distribuită în S.U.A.[35] \| \| \| \| 01. \| „Give it up to Me” [A] \| 3:03 \| \| Descărcare digitală distribuită în Australia[3] \| \| \| \| 01. \| „Give it up to Me” [A] \| 3:03 \| \| 02. \| „Did It Again” [B] \| 5:58 \| \| 03. \| „Did It Again” [C] \| 7:41 \| | Specificații - A ^ Versiunea de pe albumul de proveniență, She Wolf. - B ^ Remix „Benassi Remix” (în colaborare cu Kid Cudi). - C ^ Remix „Superchumbo Remix” (în colaborare cu Kid Cudi). NotăCompact discul distribuit în Australia conține aceleași înrigistrări ca și descărcarea digitală distribuită în acest teritoriu. |        |
| Nr. | Titlul | Durată |
| Descărcare digitală distribuită în S.U.A. | |        |
| 01. | „Give it up to Me” [A] | 3:03   |
| Descărcare digitală distribuită în Australia | |        |
| 01. | „Give it up to Me” [A] | 3:03   |
| 02. | „Did It Again” [B] | 5:58   |
| 03. | „Did It Again” [C] | 7:41   |

## Videoclip
Premiera videoclipului s-a materializat pe data de 16 noiembrie 2009, cu doar câteva zile înaintea lansării albumului She Wolf în Statele Unite ale Americii. Cu trei zile înainte, pe 13 noiembrie revista People a postat un segment video de optsprezece secunde ce ilustra o parte a produsului final. Videoclipul a fost regizat de Sophie Muller, iar la scurt timp după premieră a strâns aproximativ 94.000 de vizualizări pe YouTube. Tot pe 16 noiembrie scurtmetrajul a fost pus în vânzare prin intermediul magazinului virtual iTunes.
Materialul a fost comparat de James Montgomery de la MTV News cu videoclipul „Single Ladies (Put a Ring on It)” al interpretei americane Beyoncé. Editorul precizează faptul că deși „nu imită opera lui Beyoncé, influența [sa] este evidentă”, afirmând totodată că „«Give It Up to Me» reușește să-și creeze propria sa nișă, în principal mulțumită aparentului spirit fără limite al Shakirei (ceea ce e un mod frumos de a spune că «e puțin nebună»)”, același aspect ce reliefează diferențierea artistei față de interpreții pop contemporani fiind adus în discuție de același Montgomery un an mai târziu, odată cu prezentarea scurtmetrajului pentru „Loca”. Acesta a concluzionat cu faptul că „«Give It Up» — precum marea majoritate a albumului She Wolf al Shakirei — reprezintă viziunea sa asupra muzicii pop de club simplă. cu un videoclip simplu pe măsură... dar, ținând cont de faptul că e Shakira e implicată, este orice mai puțin simplu, ceea ce, desigur, înseamnă că îl iubesc. Shakira este cu adevărat originală — după cum spune ea, șoldurile nu mint”. De asemenea, PopEater a felicitat coregrafia prezentată în material întrucât rămâne fidel culturii promovate de Shakira. PromoNews a prezentat videoclipul prin referire și la scurtmetrajul lansat pentru înregistrarea „Did It Again”, editorul fiind de părere că spre deosebire de videoclipul antemenționat, „«Give It Up To Me» este un material mai simplu cu Lil Wayne, cu toate acestea este la fel de convingător”. O altă opini pozitivă vine și din partea The Daily Tube, care a fost de părere că „noul [videoclip] [...] este numai despre dans. Într-adevăr, Shakira este întotdeauna numai despre dans și de asta o iubim”.

## Prezența în clasamente
Cântecul a debutat pe locul cincizeci și opt în Billboard 200 în ediția din data de 28 noiembrie 2009, fiind cea mai înaltă intrare în clasament pentru acea săptămână. Paisprezece zile mai târziu, compoziția a avansat până pe locul douăzeci și nouă, devenind cel de-al doilea șlagăr de top 40 al Shakirei de pe albumul She Wolf, după înregistrarea omonimă materialului de proveniență. Piesa s-a bucurat de un parcurs similar și în Canada, teritoriu unde a câștigat poziția cu numărul treizeci și doi, după ce debutase pe cincizeci și trei. De asemenea, „Give It Up to Me” a activat și într-o serie de ierarhii adiționale compilate de Billboard, printre care Billboard Hot Digital Songs (locul 19) sau Billboard Pop Songs (locul 23). Grație succesului înregistrat pe teritoriul Statelor Unite ale Americii, cântecul a fost recompensat cu un disc de aur pentru cele peste 500.000 de exemplare digitale comercializate în această regiune.
„Give It Up to Me” a activat și într-o serie de ierarhii din afara Americii de Nord. Astfel, după lansarea pe teritoriul australian, cântecul a avut o apariție scurtă în ierarhia ce contorizează cele mai bine comercializate discuri single, însă nu a reușit să pătrundă în clasamentul principal compilat de ARIA. De asemenea, piesa a intrat și în listele muzicale din Brazilia, unde a înregistrat un parcurs notabil atât în ierarhiile publicate de Billboard Brasil, cât și în Brasil Hot 100. Pe teritoriul european discul s-a bucurat de succes în Bulgaria, unde a atins locul șase în lista compilată de APC Charts, în timp în clasamentul e!Hot din Croația a reușit o poziționare de top 20. O altă apariție importantă a fost consemnată în Romanian Airplay Top 100, unde a câștigat treapta cu numărul patruzeci și trei.

## Clasamente
| Țară (clasament)                       | Poziția maximă | Referință |
| -------------------------------------- | -------------- | --------- |
| Australia (ARIA — discuri single)      | 35             | [ 49 ]    |
| Brazilia (Billboard — Hot 100 Airplay) | 48             | [ 50 ]    |
| Brazilia (Billboard — Pop Songs)       | 19             | [ 51 ]    |
| Brazilia (Brasil Hot 100)              | 19             | [ 16 ]    |
| Bulgaria (APC Charts)                  | 6              | [ 14 ]    |
| Bulgaria (Nielsen Airplay)             | 4              | [ 19 ]    |
| Canada (Billboard)                     | 32             | [ 14 ]    |

| Țară (clasament)                     | Poziția maximă | Referință |
| ------------------------------------ | -------------- | --------- |
| Croația (e!Hot)                      | 20             | [ 17 ]    |
| România (Romania Airplay Top 100)    | 43             | [ 18 ]    |
| S.U.A. (Billboard Hot 100)           | 29             | [ 47 ]    |
| S.U.A. (Billboard Pop Songs)         | 23             | [ 47 ]    |
| S.U.A. (Billboard Hot Digital Songs) | 19             | [ 47 ]    |
| S.U.A. (Billboard Hot Airplay)       | 66             | [ 52 ]    |

## Versiuni existente
- „Give It Up to Me” (versiune originală, inclusă pe albumul She Wolf)
- „Give It Up to Me” (remix în colaborare cu B.O.B. Music)
- „Give It Up to Me” (negativ)

## Personal
- Sursa:[4]
- Voce: Shakira și Lil Wayne
- Voce de acompaniament: Timbaland
- Producător: Timbaland
- Textier(i): Amanda Ghost, Shakira, Lil Wayne și Timbaland

## Datele lansărilor
| Țara      | Data lansării     | Casă de discuri | Format              | Referințe |
| --------- | ----------------- | --------------- | ------------------- | --------- |
| S.U.A.    | 15 octombrie 2009 | Epic Records    | premieră (audio)    | [ 21 ]    |
| S.U.A.    | 10 noiembrie 2009 | Epic Records    | descărcare digitală | [ 2 ]     |
| Australia | 29 ianuarie 2010  | Epic Records    | descărcare digitală | [ 3 ]     |
| Australia | 29 ianuarie 2010  | Epic Records    | disc single         | [ 1 ]     |

## Certificări și vânzări
| \| Țara \| Vânzări/ puncte \| Certificare \| Referințe \| \| ------------- \| --------------- \| ----------- \| --------- \| \| Statele Unite \| +500.000 \| \| [48] \| | Note - reprezintă „disc de aur”; |             |           |
| Țara | Vânzări/ puncte                  | Certificare | Referințe |
| Statele Unite | +500.000                         |             | [ 48 ]    |